# Улица Александра Конисского (Чернигов)
Улица Александра Конисского (укр. Вулиця Олександра Кониського) — улица в Деснянском районе города Чернигова. Пролегает от улицы Галанова до тупика возле гаражного кооператива № 45, исторически сложившаяся местность (район) Александровка.
Нет примыкающих улиц.

## История
2-я Проектная улица — одна из четырех улиц восточнее Яловщины, что на углу улиц 1 Мая и Маресьева была проложена для индивидуального жилищного строительства.
19 апреля 2013 года 2-я Проектная улица была переименована на улицу Короткова — в честь советского государственного и партийного деятеля (Первый секретарь Черниговского городского комитета в 1950-1960 годы) Фёдора Ивановича Короткова, согласно Решению Черниговского городского совета 31 сессии «Про переименование улиц города» («Про перейменування вулиць міста»).
19 февраля 2016 года улица получила современное название — в честь украинского поэта, уроженца Черниговщины  Александра Яковлевича Конисского, согласно Распоряжению городского главы В. А. Атрошенко Черниговского городского совета № 54-р «Про переименование улиц города» («Про перейменування вулиць міста»)

## Застройка
Улица пролегает в северном направлении с небольшим уклоном на восток, параллельно улицам Лазаря Барановича и Героев Крут. Парная и непарная стороны улицы заняты усадебной застройкой, застроена частично. 
Учреждения: нет